# 1522

## أحداث
- تأسيس مدينة تشولوتيكا وتقع حاليا في هندوراس.
- 2 أكتوبر : زلزال بقوة 5.1 يضرب إسبانيا.

## مواليد
- جواشان دو بيليه
- سين نو ريكيو

## وفيات
- 10 مارس - رامون دي كاردونا، قائد عسكري إسباني.